# Arthur Phillip
Arthur Phillip (Fulham, 11 de octubre de 1738 - Bath, 31 de agosto de 1814) fue un almirante de la Marina  Real británica y un administrador colonial. Phillip fue gobernador (1788-1792) de la primera colonia europea en el continente australiano —Nueva Gales del Sur— y fundador de la ciudad de Sídney.

## Biografía

### Juventud
Arthur Phillip nació en Fulham, Inglaterra en 1738. hijo de Jacob Phillip, un profesor de origen alemán, y Elizabeth Breach, una inglesa que se había vuelto a casar después de la muerte de su anterior marido. Phillip fue educado en el Hospital Real de Greenwich y a la edad de trece años se convirtió en aprendiz de la marina mercante.
Phillip se unió a la Marina  Real a los quince años y participó en el comienzo de la guerra de los Siete Años en Mediterráneo, durante la batalla de Menorca en 1756. En 1762 fue promovido a teniente y cuando la guerra terminó en 1763 se convirtió en un oficial con media paga. Durante este período, se casó y cultivó una granja en Hampshire.
En 1774 Phillip se unió a la Armada portuguesa como capitán, participando en la guerra contra España y ordenó una flota de barcos que transportaban prisioneros de Portugal a Brasil con una tasa de mortalidad muy baja. Esta puede ser la razón por la que fue elegido para conducir más adelante el primer convoy de prisioneros a Sídney.

### Gobernador de Nueva Gales del Sur
En octubre de 1786, Phillip fue nombrado capitán del Sirius y elegido como gobernador de Nueva Gales del Sur, donde lord Sídney, ministro de Interior, planeaba crear la nueva colonia penal británica en la costa de Australia.
Para Phillip era muy difícil organizar su flota para ocho meses de viaje por mar a Australia ya que existían pocos fondos disponibles para financiar la expedición. Su sugerencia de llevar consigo a personas con experiencia en agricultura, construcción y artesanía fue rechazada. La mayoría de los 772 convictos (de los cuales 732 sobrevivió el viaje) eran pequeños ladrones de tugurios. Phillip fue acompañado por un grupo de marineros y un puñado de agentes civiles que tendrían que gestionar la colonia.

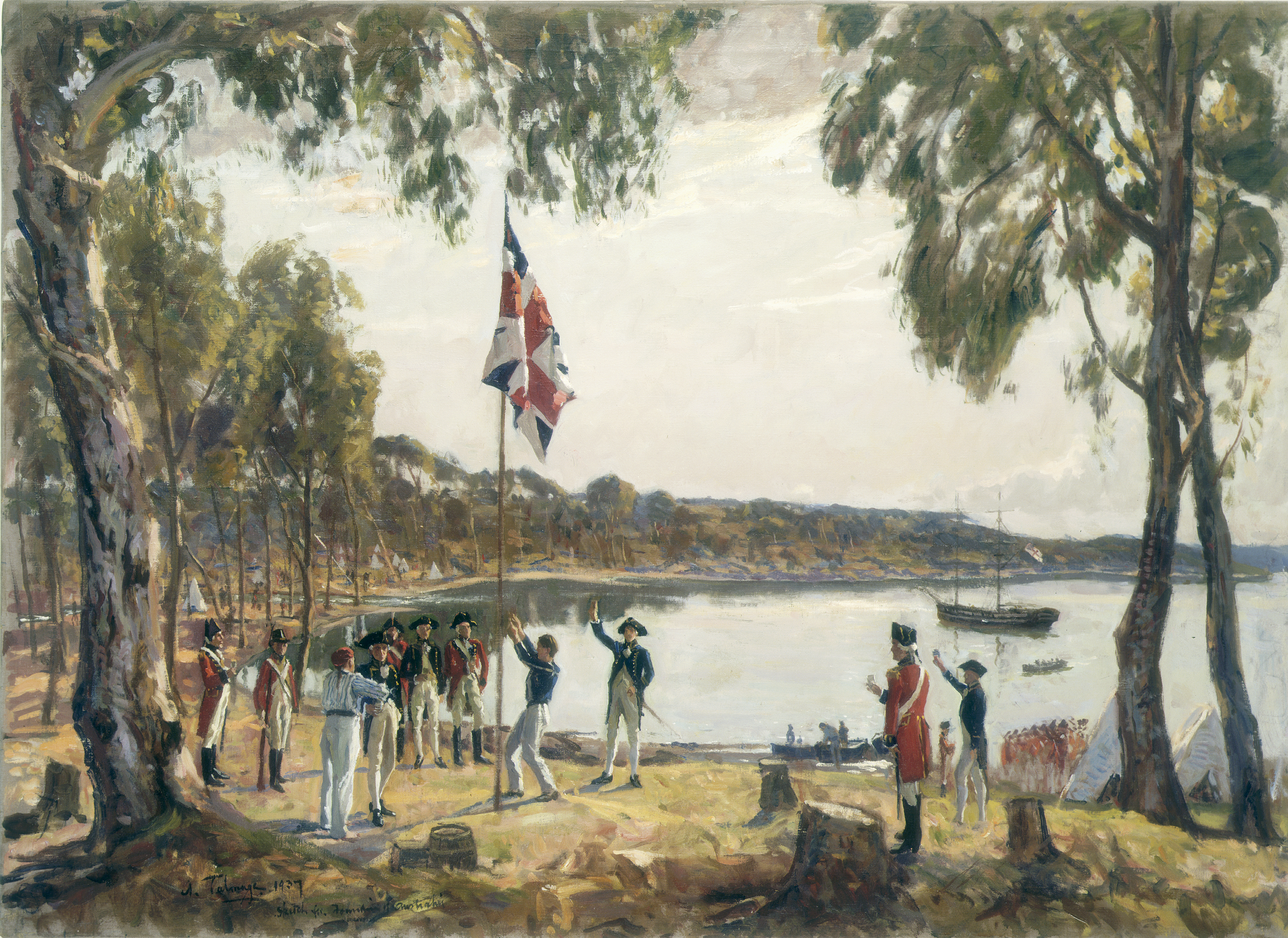
Fundación de Australia el en la cala de Sídney. Pintura de Algernon Talmage, 1937.

El primer buque alcanzó la bahía de Botany el  18 de enero de 1788. Phillip se da cuenta rápidamente de que el sitio, que fue elegido por recomendación de sir Joseph Banks que había acompañado a James Cook en 1770, no era apropiado, debido al suelo pobre y a la falta de fuentes de agua potable seguras. Después de una exploración de la región, Phillip decidió ir a Port Jackson y el 26 de enero (declarado Día de Australia), los marineros y presos desembarcaron en la cala de Sídney (Sydney Cove), nombre elegido por Phillip en honor de lord Sídney.
No mucho después del establecimiento en Port Jackson, Phillip envió al teniente Philip Gidley King con ocho guardias y un número de convictos para crear una segunda colonia británica en el océano Pacífico en la isla Norfolk ante la amenaza de los franceses de ocupar la isla para colonizarla.
Los primeros tiempos en la colonia fueron caóticos y difíciles. La necesidad de obtener alimentos por cultivo mientras los suelos alrededor de Sídney eran pobres, el clima era desconocido y muy pocos presos tenían conocimiento de agricultura, los llevó al borde de la inanición absoluta y fue el comienzo del proceso de la emancipación de los presos.

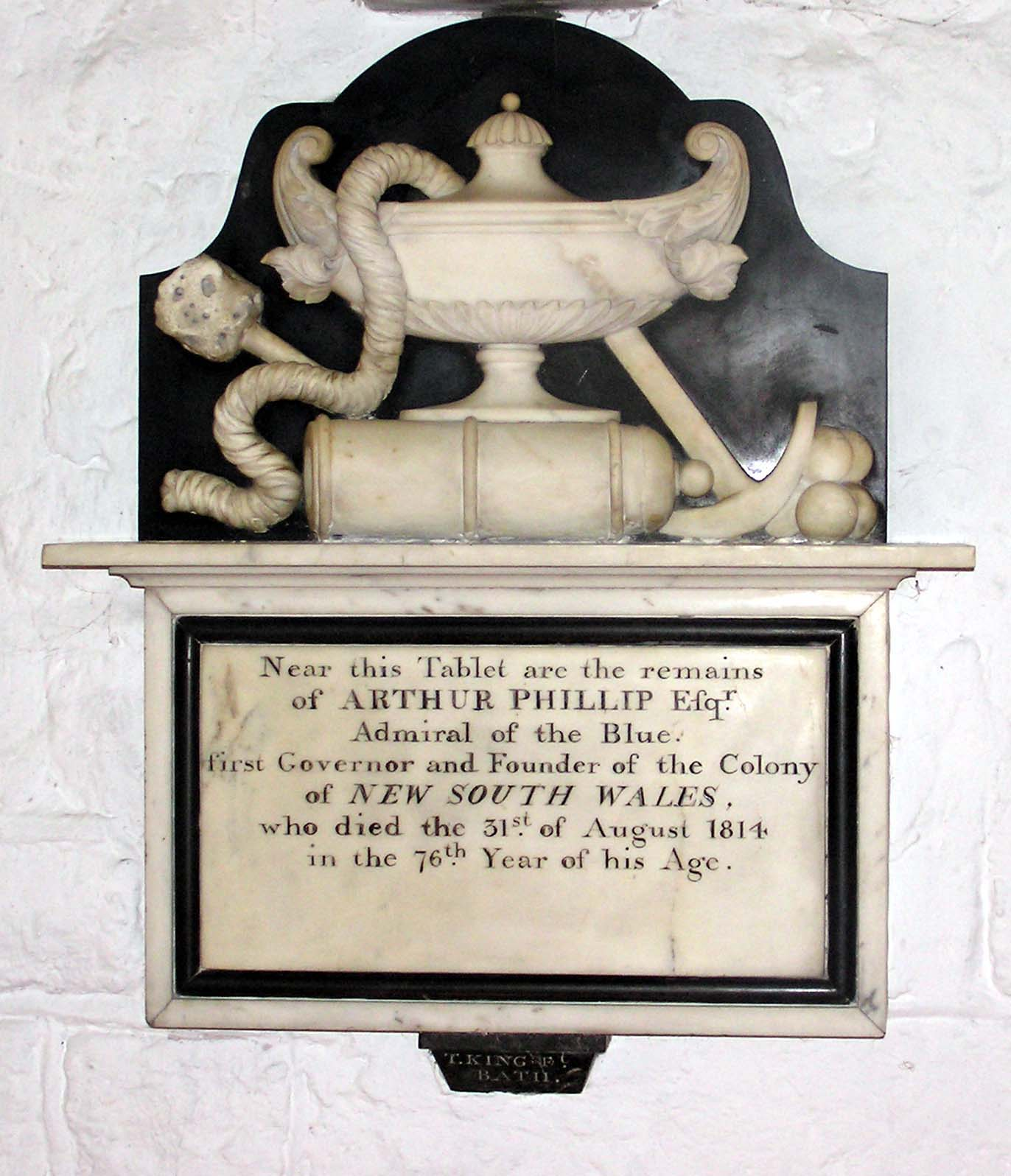
Monumento en recuerdo de Arthur Phillip en la iglesia de St Nicholas, Bathampton (Somerset, Inglaterra).

Phillip también tuvo que adoptar una política hacia los pueblos indígenas de la zona, que vivían alrededor de Sídney. Ordenó que fueran bien tratados y decretó que cualquiera que matara a un aborigen fuera colgado. Phillip trabó amistad con un eora de nombre Bennelong que llevó a Inglaterra.
Pero el principal problema del gobernador vino de sus propios oficiales que querían otorgarse importantes propiedades y del escorbuto. En octubre de 1788 Phillip tuvo que enviar al Sirius para conseguir alimentos frescos y decretar un racionamiento estricto.